# Irakskriktrast
Irakskriktrast (Argya altirostris) är en tätting i familjen fnittertrastar med begränsad utbredning i Mellanöstern. Den minskar i antal men anses ändå som livskraftig.

## Kännetecken
Irakskriktrasten är en relativt liten skriktrast med en kroppslängd på 20–21 centimeter. Den är i stort jämnfärgat brun, med ljus tygel, varmbrun ton på hjässan och kontrastrik undersida med rostton på bröstsidan och vit strupe. Den grova näbben är mörk och benen mörkbruna. Den hörs yttra pipiga fallande utdragna visslande toner.

## Utbredning och systematik
Arten förekommer i sydöstra Irak och sydvästra Iran i lägre Tigris-Eufrat-dalen, men har även nyligen expanderat in i Syrien och sydöstra Turkiet. Arten behandlas som monotypisk, det vill säga att den inte delas in i några underarter.

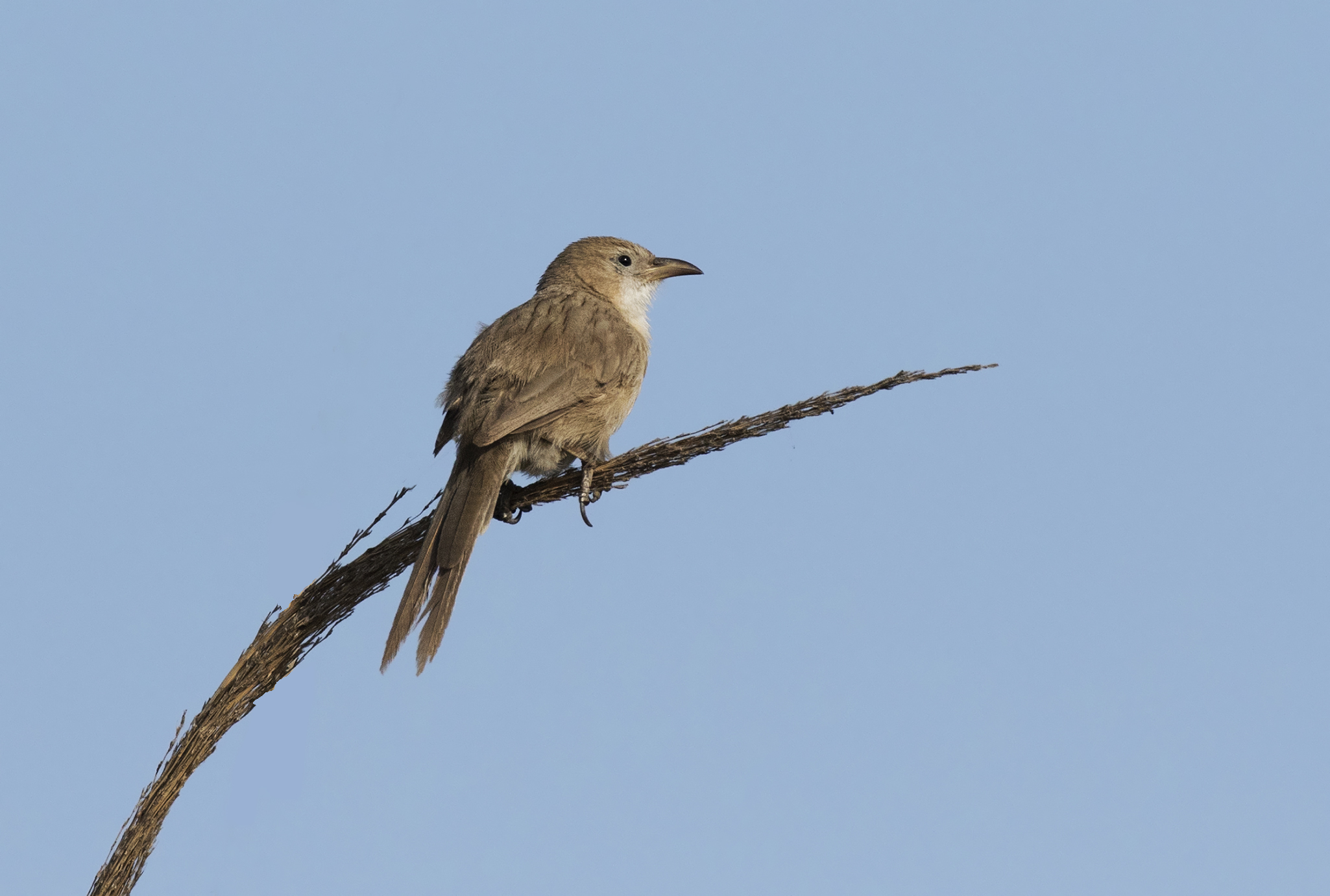

### Släktestillhörighet
Irakskriktrasten placeras traditionellt i släktet Turdoides. DNA-studier visar dock dels att skriktrastarna kan delas in i två grupper som skilde sig åt för hela tio miljoner år sedan, dels att även de afrikanska släktena Phyllanthus och Kupeornis är en del av komplexet. Idag delas därför vanligen Turdoides upp i två släkten, å ena sidan övervägande asiatiska och nordafrikanska arter i släktet Argya, däribland irakskriktrast, å andra sidan övriga arter, alla förekommande i Afrika söder om Sahara, i Turdoides i begränsad mening men inkluderande Phyllanthus och Kupeornis.

## Levnadssätt
Irakskriktrasten påträffas i vassbälten i våtmarker i Mesopotamien, men har också hittats i landsbygd utmed floder och bevattningskanaler. Den föredrar täta vassbälten, palmlundar och poppelstånd (Populus euphratica) utmed vattenvägar, närliggande odlade fält och buskage. I Irak häckar den huvudsakligen från april till juni. Arten är monogam, men kan tillfälligtvis häcka kollektivt. Boet är en rätt slarvigt flätad djup skål som placeras i en grenklyka eller i vass, vari den lägger den tre till fyra ägg. Fågeln lever av ryggradslösa djur, huvudsakligen insekter och spindlar.

## Status och hot
Arten har ett stort utbredningsområde och en stor population, men tros minska i antal på grund av habitatförlust, dock inte tillräckligt kraftigt för att den ska betraktas som hotad. IUCN kategoriserar därför arten som livskraftig (LC). Världspopulationen har inte uppskattats, men den beskrivs som lokalt vanlig och till och med vanlig i områdena kring Bagdad och Basra i Irak.